# 소양강

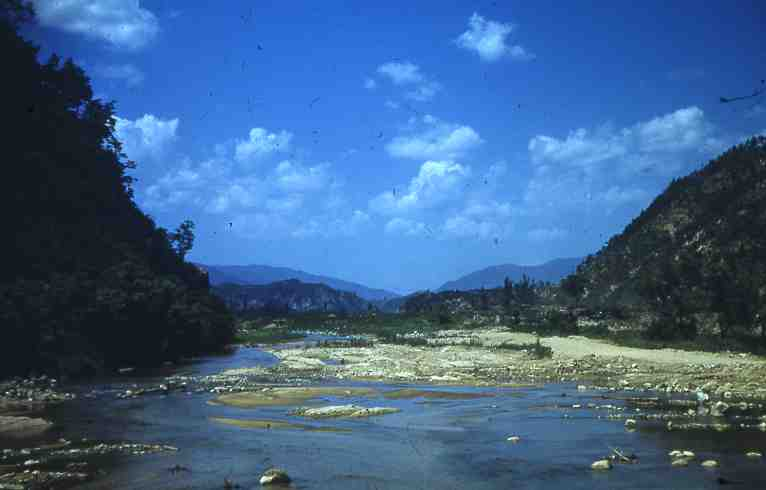

소양강(昭陽江)은 조선민주주의인민공화국 강원도 금강군 이포리에서 발원하여 대한민국 강원특별자치도 인제군 서화면을 지나 춘천시에서 북한강에 합류하는 북한강의 지류에 해당하는 강이다. 춘천시 신북면의 북한강 합류지점에 소양강댐이 1967년 4월 착공, 1973년 10월 15일 준공되었다.
북한에서 내려오는 소양강의 상류를 인북천이라고 하는데 지방하천으로 북한 지역에서 발원한다. 북한에서는 인북천을 소양강 본류로 보아 지도에 인북천을 소양강으로 표시하지만, 남한의 하천명에서는 내린천을 본류로 하여 방태천과 합류한 뒤의 내린천을 소양강으로 본다.
최장거리 지류는 강원특별자치도 홍천군 내면 명개리에서 발원하는 계방천이다. 칡소폭포 인근에서 대태산에서 발원하는 내린천에 합류한다.

## 같이 보기
- 소양호
- 소양강댐
- 소양강처녀
- 소양강로
- 신연강
- 북한강

## 참고 자료
- 소양강 - WAMIS 국가수자원관리종합시스템